# مفاهيم حدية
في علم الاقتصاد، ترتبط المفاهيم الهامشية أو المفاهيم الحدية بتغيير محدد في الكمية المستخدمة للسلعة أو الخدمة، على عكس فكرة الأهمية الشاملة لهذه الفئة من السلع أو الخدمات، أو بعض الكمية الإجمالية منها.

## بعض المفاهيم الحدية الهامة
الاستخدام الحدي للسلعة أو الخدمة هو الاستخدام المحدد الذي سيزيد الوكيل من خلاله زيادة معينة، أو الاستخدام المحدد للسلعة أو الخدمة التي سيتم التخلي عنها استجابة لانخفاض معين.
إن المنفعة الحدية للسلعة أو الخدمة هي منفعة الاستخدام المحدد الذي يضع فيه الوكيل زيادة معينة في تلك السلعة أو الخدمة، أو الاستخدام المحدد الذي سيتم التخلي عنه استجابة لانخفاض معين. وبعبارة أخرى، فإن المنفعة الحدية هي منفعة الاستخدام الحدي. 
المعدل الحدي للاستبدال هو معدل الاستبدال الأقل سعرًا، على الهامش، والذي يكون الوكيل على استعداد فيه لتبادل وحدات سلعة أو خدمة لوحدات أخرى. 
المنفعة الحدية هي منفعة (مهما كان ترتيبها أو قياسها) مرتبطة بتغيير هامشي. 
قد يشير مصطلح «التكلفة الحدية» إلى تكلفة الفرصة البديلة على الهامش، أو بشكل أكثر تحديدًا إلى التكلفة النقدية الحدية - أي التكلفة الحدية التي يتم قياسها بالتدفق النقدي المنسي. 
تشمل المفاهيم الهامشية الأخرى (على سبيل المثال لا الحصر): 
- المنتج المادي الهامشي (يُعرف أيضًا باسم «المنتج الهامشي») 
  - المنتج الهامشي للعمالة
  - المنتج الهامشي لرأس المال
- المعدل الحدي للتحول، وهو المعدل الذي يجب التضحية فيه بمخرج أو نتيجة من أجل زيادة ناتج أو نتيجة أخرى
- منتج الإيرادات الحدية
- الميل الهامشي للحفظ والاستهلاك
- معدل الضريبة الهامشية

الحدية هي استخدام المفاهيم الهامشية لشرح الظواهر الاقتصادية. 
المفهوم المرتبط بالمرونة هو نسبة التغير التدريجي في متغير واحد فيما يتعلق بنسبة التغير التدريجي في متغير آخر. 